# 長坂信政
長坂信政（生年不詳－1572年）是日本戰國時代武將。三河松平氏（後來的德川氏）家臣。通稱彦五郎、茶利九郎。別名是九郎。兒子有長坂信宅。
家系是清和源氏義光流小笠原氏的庶流長坂氏，被認為與武田家的家臣長坂光堅是同族（遠戚）。而與陸奥的長坂氏沒有關係（這個是千葉氏系）。
前期事績不明。長坂氏是小笠原氏支流的九郎守重仕於足利將軍家並居住在山城國長坂村而以長坂為姓，信政被認為是守重的孫兒。祖父守重和父親信重（守重的三男）都仕於足利將軍家，而信政則是松平氏的家臣，其中的原因不明。長坂氏的系譜中是以小笠原信定為家祖，但是信定與信政和光堅是同一時期的人物，與光堅出仕的武田氏更是敵對關係，因此沒有可信性。
仕於松平氏三代（松平清康、廣忠、家康），在與尾張織田氏的戰鬥中相當活躍，因為以槍立下功名而有「血鑓九郎」的異名，這個異名被信政的子孫代代繼承。兒子信宅亦有與穴山梅雪交涉等對德川氏的功積，子孫以旗本的身份存續。